# Saxatilomys paulinae
Saxatilomys paulinae és una espècie de mamífer rosegador de la família dels múrids. Viu a Laos i el Vietnam. Es tracta d'un animal nocturn. El seu hàbitat natural són les zones rocoses cobertes per una barreja de boscos caducifolis degradats, matolls i bambú. És una espècie en risc mínim, és a dir, no sembla que hi hagi cap amenaça significativa per a la seva supervivència. Fou anomenat en honor de la zoòloga Paulina «Paula» D. Jenkins.